# 95782 Hansgraf
95782 Hansgraf è un asteroide della fascia principale. Scoperto nel 2003, presenta un'orbita caratterizzata da un semiasse maggiore pari a 2,6589516 UA e da un'eccentricità di 0,2389162, inclinata di 13,01065° rispetto all'eclittica.